# Pueblo yalna
El pueblo yalna forma parte del complejo étnico de pueblos hadjaray. Viven en la prefectura de Guéra, en Chad. Su economía se basa en una agricultura alimentaria, así como en el pastoreo de ganado ovino, caprino, bovino y caballar.

## Historia
Los yalna, como el resto del complejo hadjaray son descendientes de pueblos de las llanuras circundantes a la región montañosa de Guéra, en el centro sur de Chad. Estos ancestros llegaron a la región tras huir de las invasiones de grupos étnicos vecinos, especialmente los que buscaban cautivos para comercializar como esclavos.
Los hadjeray incluyen grupos como los kenga, los bidio, los jongor y los dangaleat. Todos estos grupos hablan lenguas chádicas, excepto los kenga, que hablan una lengua sara-bongo-baguirimi. Además de su cercanía geográfica y lingüística, los grupos de la región de Hadjeray tienen culturas y religiones similares. Sin embargo, a pesar de estas similitudes, la mayoría de los grupos dudan en casarse entre sí, y prefieren mantener identidades separadas. Aunque los grupos son algo independientes entre sí, sus relaciones siguen siendo pacíficas. De hecho, a menudo se han unido para mantener la independencia de las fuerzas externas. Por ejemplo, todos los grupos de Hadjeray desempeñaron un papel destacado en la rebelión de 1960 contra el gobierno nacional chadiano.

## Sociedad
Son principalmente agricultores que se esfuerzan por cultivar el suelo rocoso de la región. Algunos, sin embargo, se han mudado a las ciudades y han aceptado trabajos en la construcción o en el gobierno. El cultivo principal de la zona es el mijo; pero también se cultiva algo de algodón, okra, frijoles y maíz, junto con una variedad de frutas y verduras. Su dieta principal consiste en una pasta de mijo, que se come con una salsa a base de hojas silvestres, carne o pescado seco.
La mayoría de los hadjeray reciben ingresos de la venta de excedentes de mijo y del transporte de mercancías para otros. Comercian con los árabes-chadianos de forma regular para comprar artículos que de otro modo no podrían obtener. En estos comercios, el mijo se da a cambio de leche, carne y artículos elaborados por herreros árabes.
Fabrican artesanías, la mayoría de las cuales son para su propio uso y no para la venta. Algunas de las artesanías incluyen esteras tejidas con hojas de palma, tinajas de barro para transportar y almacenar agua y granos, hilos y telas de algodón.
Cada grupo se divide en varias aldeas. La mayoría de las aldeas tienen varios clanes, cada uno de los cuales vive en su propio vecindario. Cada pueblo está dirigido por un jefe o cacique, que está principalmente a cargo de resolver las disputas entre los aldeanos. Cada pueblo también tiene un "jefe de la tierra", que tiene el "poder religioso" del pueblo.
La mayoría se ubican en el rural,  viven en chozas redondas de adobe con techos de paja en forma de cono. En el pueblo, las viviendas también son de adobe, pero tienen forma rectangular y techos planos. Los pueblos constan de varios compuestos. Cada compuesto contiene una serie de cabañas que pertenecen a una familia extensa. La mayoría de las mujeres hadjeray usan telas estampadas de colores, que se envuelven alrededor de sus cuerpos o se adaptan a los vestidos. Las mujeres se cubren la cabeza cuando están fuera de sus propios recintos. Los hombres usan pantalones de estilo occidental con camisas o túnicas largas con o sin pantalones. Aunque muchas aldeas de Hadjeray tienen una escuela primaria, pero los maestros no cuentan con formación docente en general. Muchos niños que intentan ir a la escuela pronto la abandonan. Además de las escuelas, hay otras evidencias de modernización entre los hadjeray, como es el uso de linternas de queroseno y otros combustibles. Las radios de onda corta y los relojes digitales no son infrecuentes. Algunos hadjeray incluso poseen bicicletas o ciclomotores. No existen cuentan con servicios como la electricidad, teléfonos, agua limpia e instalaciones para el cuidado de la salud.

## Religión
La mayoría de los yalna como del resto de los pueblos hadjeray son musulmanes suníes, pero conviven creencias preislámicas. Practican el culto a los margais, espíritus invisibles que viven en las formaciones de la naturaleza y controlan los elementos naturales.